# 2017年英國脫歐談判
2016年6月23日，英國以公投決定脫離歐洲聯盟。2017年3月29日，英國引用歐盟條約第50條，通知歐盟脫離的決定。同年6月，雙方正式開展英國脫歐談判。根據第50條，脫歐談判為期兩年，除非雙方同意延長談判期。

## 時間線

### 2017年6月
2017年6月19日，英國脫離歐盟事務大臣戴德偉抵達布魯塞爾，開始與歐盟首席談判代表米歇爾·巴尼耶進行談判。雙方同意職責範圍以及舉行五輪談判，而最後一輪將於10月第二個星期舉行。英國和歐盟將聚焦三項議題：歐盟公民居英權及其相反（居留權）、英國對歐盟的財政義務（脫歐費又稱分手費）、北愛爾蘭與愛爾蘭共和國之間的邊界（兩愛邊境）。
22號，英國首相文翠珊在歐洲理事會的會議上承諾，在英國合法居留的歐盟公民將不會被強制出境，又有條件地提出，任何歐盟公民只要在2017年3月至2019年3月期間某一日之前居英達五年的話，將可享有英國公民的權利，前提是歐方亦向居住在歐盟境內的英國僑民提供相同待遇。歐盟各國領袖未有即時回應此提案，歐洲理事會主席當奴·圖斯克重申理事會非用作脫歐談判，而歐盟委員會主席让-克洛德·容克亦強調不會在此談判。
四日後，英國首相向下議院闡述其居留權方案，但歐方仍然拒絕加快在月尾前就僑民達成協定，而他們亦希望歐洲法院在英國脫歐後繼續享有對英國境內歐盟公民的司法權。

### 2017年7月
第二輪談判於七月中在布魯塞爾開展，同場有98個英方談判代表和45個歐方代表，被視為實質談判的開始。雙方在兩愛邊境問題上有進展，但另外兩範疇都遇到阻滯：英方促請歐盟詳列預料高達650億歐羅的脫歐費各個細項，而歐方則批評英方提出的居留權方案。在總結談判成果的記者會上，戴氏未有承諾英國會向歐盟付脫歐款項；而巴尼耶亦表明不會就歐洲法院司法權妥協，亦拒絕由英國和歐盟法官組成新司法機構的提案。
雙方亦共同公佈文件，對比英國和歐盟在不同問題上的立場。雙方在愛爾蘭邊境問題上，強調會繼續遵守《貝爾法斯特協議》；巴尼耶呼籲英國在八月的談判時澄清三個議題上的取態，包括英方如何維繫共同旅行區。

### 2017年8月
8月16日，英國政府首次發表多份文件，講述英國脫歐後的願景，和貿易及海關安排。8月23日，文翠珊宣佈英國將會在2019年3月過後的脫歐過渡期結束後，脫離歐洲法院的直接司法管轄範圍，但英歐法庭將互相留意對方此後的判決。其中一份文件則呼籲，英歐市場上現已流通的貨物毋須另加限制。
第三輪脫歐談判於8月28日、同樣在布魯塞爾舉行。容克對英方所有文件不感滿意，重申只有解決分手費問題後，才會進行貿易談判。容克早前表示分手費可能達550億歐羅，而歐盟預算專員金特·厄廷格認為英方應分期付款至2023年，但遭到英國政府大臣斥責費用貴得離譜。《愛爾蘭時報》解釋了雙方分歧，英方理解多個年度財務框架的七年期為成員國所同意的2014年至2020年，歐洲議會的角色是規劃下一年度預算，而財務框架並非具法律約束力的成員國財政義務；英國政府認為財務框架就不同項目設下開支上限，再經年度財政預算程序大幅修訂，因此成員國真正的法律義務應依照修訂版本而定；不過歐盟委員會則認為應按照各成員國曾經同意過的份額，分配財務框架的金額，作為英國脫歐費用。
兩愛邊境問題則傳出有突破進展，英廷保證歐盟公民可以自由往返進出共同旅行區（當中涵蓋英國和愛爾蘭）。英國廣播公司的歐洲特派記者認為「英國對磋商的態度比歐盟更為樂觀」。同樣傳出好消息並達成協定的還有多個議題：保障外勞（即工作地與居住地非同一國家）權益、英國承認脫歐前後的社會安全貢獻、延續居英歐僑和居歐英僑的醫保補償。雙方立場的共同文件亦作出更新。
在本輪談判閉幕記者會上，巴尼耶特別點名提及英歐兩大分歧：歐洲法院保障公民權利的角色，以及英國應付的財政義務。他指出「時日如飛」，「以現今速度而言，我們將難以達成理想進展，而向歐洲理事會建議就未來關係展開討論」。

### 2017年9月

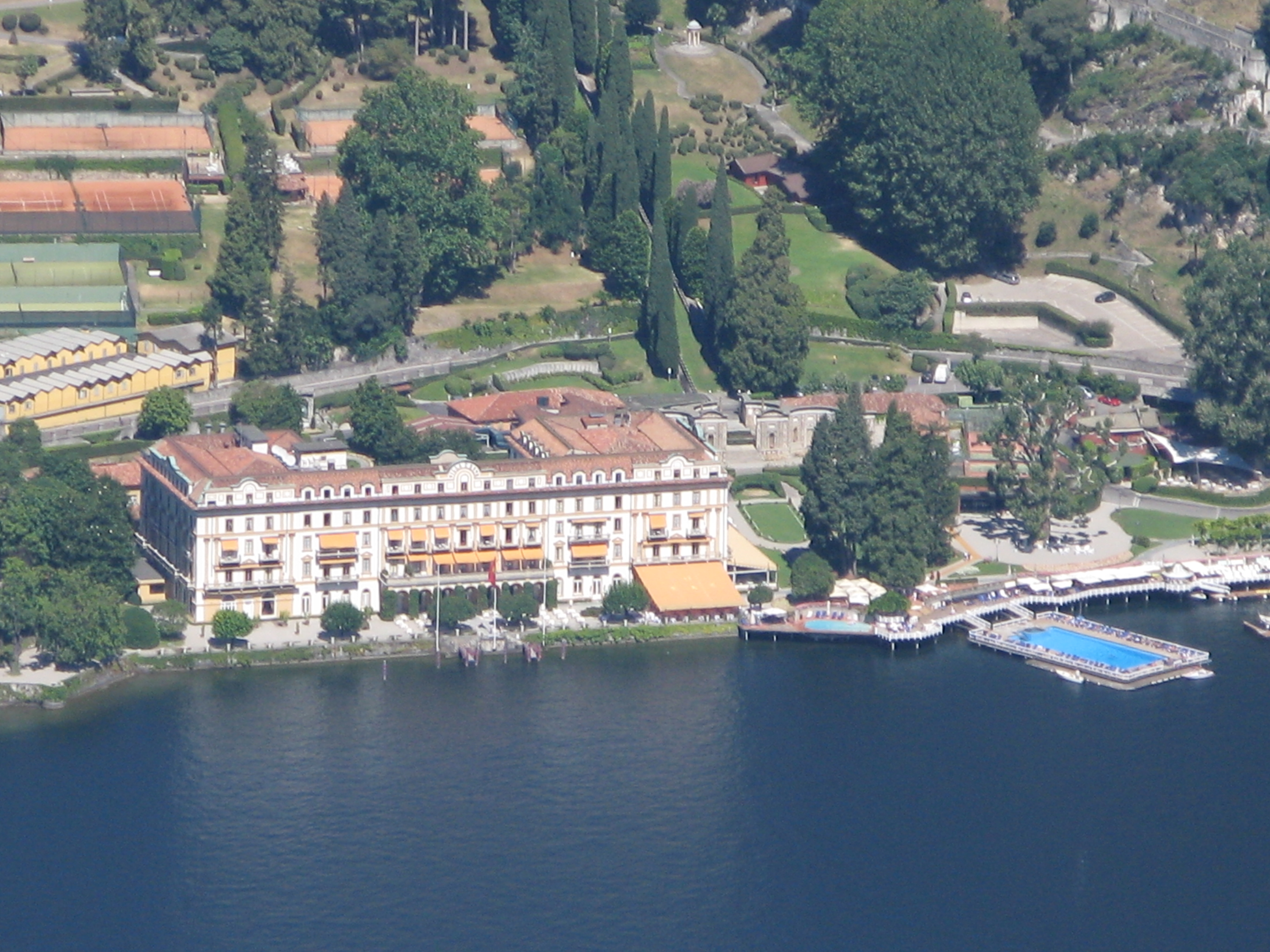
安布罗塞蒂論壇每年在意大利科莫湖湖邊的埃斯特别墅舉行

9月2日，歐洲的精英雲集安布罗塞蒂论坛。巴尼耶在論壇解釋他的談判目標：「教懂英國人和其他人何謂脫離歐盟」。此番言論隨即引起英國國內不滿，但英國廣播公司的記者則認為是含沙射影，意在法國和荷蘭的疑歐派、波蘭和匈牙利的疑歐派政府、以及將會舉行的德國、奧地利和意大利的選舉。
9月5日，戴德偉在下議院回顧夏季談判時表示，雙方在歐盟英僑的醫保服務和兩愛邊境未來兩個議題上有「實質進展」，惟分手費則尚未能收窄分歧。戴氏估計「財政爭拗將持續至談判結束，猶如歐洲人一貫的『一同意就要同意全部』風格」。文翠珊翌日表示，脫歐後的英國政府將會向居英的歐盟公民實施新的移民管制。
9月7日，歐盟專責小組公佈兩愛邊境問題對話的指導原則，除了強調四月公布的原則之外，亦強調維護貝爾法斯特協議和共同旅行區的重要性。9月9日，歐盟委員會亦發表數份談判文件，包括「愛爾蘭／北愛爾蘭議題對話指導原則」。歐盟在原則文件中承認，脫歐後的兩愛邊境問題應由英方提出方案，亦強調兩愛的特別方案不應被視為脫歐後英歐就邊境和海關管制事宜的範本，包括歐洲旅行資訊及授權系統。
21號，文翠珊會同內閣，同意在大約兩年的實施期（亦稱過渡期）期間履行承諾，向歐盟財政預算注資200億歐羅，讓歐盟其他國家毋須額外付款或取得較少資金。22號，文翠珊在意大利佛羅倫斯公佈脫歐大計，除了注資財政預算和繼續接受歐盟移民外，亦提出英國與歐盟之間「大膽嶄新的安全關係」，而且將會是「前所未見的深入」，讓兩國繼續在科研和安全等對雙方都有利的議題上繼續合作。文太亦確定英國不會阻撓容克提出歐盟進一步一體化的建議。巴尼耶歡迎英方的「建設性」提案，但重申要放在談判桌上才可達致有意義的進展。法國總統伊曼努爾·馬克龍堅持，除非英國澄清「如何規管歐盟公民、脫歐的財政問題、以及愛爾蘭問題」，否則歐盟不會就英歐未來關係開展談，但他亦承認文翠珊的演講已就其中兩點起了個頭。愛爾蘭總理李歐·瓦拉德卡「謹慎歡迎」文翠珊的計劃，認為她提及了共同旅行區和北愛和平進程，以及談判雙方都不希望兩愛邊境有構築物，都是一個好開始，但之後仍要在談判桌上作更多解說。歐洲議會談判代表居伊·伏思達回應時指「歐盟公民登記在英國居住或工作的全新機制完全不可行」。
歐盟代表強調雙方需要在2018年10月前達成協議，讓英歐的議會分別批准協議。英國工黨議員兼影子內政大臣艾德雅宣佈她本人將會支持文翠珊的脫歐時間表方案。
因應文翠珊的演說，第四輪談判延遲一星期至9月25號展開。巴尼耶表示他未獲歐盟成員國授權討論文翠珊提出的過渡期方案，而戴德偉重申英國只會在英歐得以實現「特別夥伴關係」的情況下才會履行對歐盟的承諾。是次談判包括三個談判小組（分別牽涉公民權利、財政問題和其他事宜）與主管的會面，而兩愛問題則交由統籌團隊負責；雙方亦開始討論執行脫歐協議的技術層面。
戴氏複述文太的限時過渡期要求，而英國亦提出將脫歐協議納入英國法律彙編，確保英國法院能夠引用協議作判決。不過就歐洲法院的角色和未來判例法的法律地位則仍未有共識。巴尼耶歡迎英國繼續貢獻給歐盟預算，但對2020年後英方的義務有保留；戴氏強調英方尚未落實注資額。至於兩愛問題上，討論具建設性但欠缺實際進展。英國接受歐盟對「限期前合法居住的公民」的定義，惟限期日尚未達成共識；雙方亦同意永久和臨時居住地的定義。英國就返回權提出的定義為離國連續兩年或以上，比起現行歐盟法律更為長；不過雙方仍然就家屬權利僵持不下。

### 2017年10月
10月9日，文翠珊在國會表示，一旦未能與歐盟達成貿易協議的話，英國可以成為「獨立貿易國」。
最後一輪的第五輪談判在10月9、10、12號舉行，雙方沒有計劃舉行更多談判。在公民權議題上，雙方就家屬團聚和適用於歐盟公民的英國社會保障福利分歧仍大，但亦達成技術性進展，英方有意提供一更為簡便的登記程序。兩愛問題上，雙方繼續就脫歐後合作以及未來挑戰制定框架。財政方面則爭持不下，巴尼耶歡迎文翠珊的佛羅倫斯演說，但因英國仍未詳列付款細項的意願，而未有在談判中談及。
16號，文太與容克在布魯塞爾共進晚餐，雙方形容氣氛「積極和友善」，爾後發表的聯合聲明同意應在未來數月加速談判。不過，德國的《星期日法蘭克福匯報》在報導中大致描繪是次會議為負面。該報章亦曾以此形容同年較早前的一場晚宴，當時赴宴者有文翠珊、奥利·罗宾斯、戴德偉、容克和巴尼耶。容克幕僚長马丁·泽尔迈尔被指再次放風爆料，試圖破壞談判，但他否認指控；德國總理默克爾亦據報否認牽涉其中。
戴德偉翌日強調，歐盟不合作的話就不會達成有關過渡期的協議，而脫歐將如期發生。有保守黨議員擔心此舉將令英國陷入未知的未來。
歐盟二十七個成員國領袖在19號至20號期間出席布魯塞爾的歐洲理事會會議，決定是否與英國展開貿易談判。歐盟成員國德國在九月大選後一直處於看守政府狀態，戴德偉承認德國新政府可能未及完成籌組，令歐洲理事會要待十二月才可作出決議。會議首日，文翠珊向約三百萬名居英歐盟僑民承諾，會讓他們以最容易方法在脫歐後留在英國。翌日，圖斯克形容傳媒「誇大」脫歐談判的僵局。
10月23日，文翠珊向下議院表示，她與理事會會面後，脫歐談判有「重大進展」，英國與歐盟的貿易協議只是「一步之遙」，但亦強調貿易協議與過渡期是唇亡齒寒。同日，容克否認德國媒體有關文翠珊在最近晚宴上「乞求幫忙」的報導。

### 2017年11月
11月9日至10日，雙方在布魯塞爾再就脫歐舉行會談。巴尼耶在閉幕記者會上確定倫敦政府需要在未來兩個星期澄清財政問題，若非的話則下一階段談判不會如期在十二月開展。歐盟外交官以「雞先定蛋先」形容當前兩難僵持局面，因為只有當英國在今個月內就財政問題達成進展，歐盟才會著手處理過渡期指引。不過圖斯克在17號與文太在瑞典哥德堡會面後，表示談判沒有阻滯，且對談判能在十二月步入下一階段感到樂觀。
11月下旬，英方的奥利·罗宾斯與歐方的萨比娜·魏安德討論財政糾紛。另外，戴德偉拒絕歐盟提出讓北愛爾蘭留在歐盟關稅聯盟的建議，即在聯合王國內的愛爾蘭海設下一無形海關邊界。

### 2017年12月
12月4日，文翠珊與容克在布魯塞爾舉行會面，完善脫歐協議草稿，其中財政問題和公民權利有進展，但兩愛問題則令協議宣告失敗。雖然愛爾蘭總理瓦拉德卡表態支持建議，但未能獲得北愛爾蘭的民主統一黨的支持。會議在之後數日繼續，雙方談判代表在8號皆同意「一同意就要同意全部」原則，並發表聯合報告，回顧脫歐協議中的承諾。雙方在三項議題上達成「原則上協定」：
- 保護英國國內歐盟公民和歐盟境內英國公民的權利（就此共識的詳情則另列在技術性聯合說明[81]）；
- 應對北愛爾蘭獨特情形的框架；
- 解決財政爭拗。

至於延遲至下一談判階段才討論的議題包括：
- 脫歐時居住在歐盟的英國僑民搬居另一歐盟國家的權利，以及該些英僑返回英國的權利；
- 脫歐時已相互認證以外的專業資歷認證。

容克稱協議是脫歐談判一大突破，並正式宣佈開展涉及脫歐後英歐貿易的第二階段談判。談判將涵蓋過渡期安排和未來雙邊關係（尤其貿易和安全）的框架。
12月7日，馬丁·舒爾茨的社會民主黨同意與默克爾的基民盟磋商籌組聯合政府，但前提是在2025年前組建「歐羅巴合眾國」，將不願組國的歐盟成員國驅逐離開。
12月15號，歐洲理事會同意採用第二階段談判的指引，談判將於2018年初開啟。決議又確定第一階段談判充足，而雙方的承諾亦應「鄭重且盡快轉變為法律詞彙」，並指出英國提出的過渡期為期「約兩年」，並於2018年初開始。20號，歐盟委員會草擬談判命令，確立過渡期不應在2020年12月31日後延續。過渡期間的英國將不會是歐盟與他國的協議成員國，例如《綜合經濟與貿易協定》。

## 備註
1. ↑  奥利·罗宾斯在2017年9月18日獲委任為首相的歐洲議題顧問，在此以前為脫離歐洲聯盟部首位常任秘書長[1]。

## 外部連結
- . 英國國會.   [2020-12-15]. （原始内容存档于2020-10-28） （英语）.
- . 英國政府.   [2020-12-15]. （原始内容存档于2019-08-02） （英语）.
- UK Government – "Plan for Britain" website
- Europa (EU official website) – UK – Brexit – overview（页面存档备份，存于）
- . 歐盟委員會.   [2020-12-15]. （原始内容存档于2021-01-12） （英语）.
- . 歐盟委員會.   [2020-12-15]. （原始内容存档于2019-09-20） （英语）.
- . 歐盟委員會.   [2020-12-15]. （原始内容存档于2021-01-15） （英语）.
- . consilium.   [2020-12-15]. （原始内容存档于2020-12-30） （英语）.
- Klamert, Marcus. . 劍橋大學出版社.   [2020-12-15].
- . Jack of Kent blog.   [2020-12-15]. （原始内容存档于2017-08-28）.
- . Exchange rates.   [2020-12-15]. （原始内容存档于2021-01-07）.
- (PDF). 愛爾蘭國會.   [2020-12-15]. （原始内容存档 (PDF)于2020-11-24）.